# Diogneto (generale)
Diogneto (... – III secolo a.C.) è stato un militare seleucide.
Navarca di Antioco III di Siria, partecipò alla quarta guerra siriaca tra l'impero seleucide e l'Egitto tolemaico.